# Kyaukse
Kyaukse és una petita ciutat de Birmània, capital del districte de Kyaukse i del township de Kyaukse a la divisió de Mandalay a uns 50 km de Mandalay a la riba dreta del riu Zawgyi i al peu del turó Shwethayaung (302 metres). És famosa per la dansa de l'Elefant de Kyaukse, promoguda pel govern en la campanya turística de 1996. La regió és agrícola. És el lloc de naixement del general Than Shwe cap de l'SLORC i per això ha resultat afavorida sensiblement. Hi ha una universitat i un considerable centre comercial anomenat Aye Mya Kyi Lin Market.
No hi ha dades sobre la seva població actual; el 1901 era de 5.420 habitants. El township tenia 45.733 el 1891 i 44.378 habitants el 1901 repartits en la ciutat i 231 pobles, estant regat per canals del riu Zawgyi. Aquest riu arrossega fins aquí una pedra que dona nom a ciutat, township i districte. Entre els llocs interessants destaca la pagoda Shwemoktho suposadament construïda per Asoka i restaurada per Anawrata (Anauratha). la municipalitat es va formar el 1888.

## Imatges
Vegeu la versió anglesa